# Мет Галеа
Метју „Мет” Галеа (енгл. Matthew Matt Galea; Слијема, 24. мај 1996) малтешки је пливач чија ужа специјалност су трке слободним стилом на 100 и 200 метара. 

## Спортска каријера
Галеа је дебитовао за репрезентацију Малте на међународним пливачким такмичењима 2015. у Рејкјавику, на Играма малих земаља Европе, где је освојио бронзану медаљу као члан малтешке штафете на 4×100 метара слободним стилом. Исти успех је поновио и две године касније у Сан Марину, да би 2019. на Играма у Подгорици освојио још две сребрне медаље у штафетама.   
Први наступ на светским првенствима је имао у Виндзору 2016. на Светском првенству у малим базенима, а на истом такмичењу је учествовао и две године касније, у Хангџоуу 2018. године. 
На светским првенствима првенствима у великим базенима је дебитовао у корејском Квангџуу 2019. где је пливао у квалификационим тркама на 100 слободно (87) и  200 слободно (62. место).
Пливао је и на европским првенствима у малим базенима у Копенхагену 2017. и Глазгову 2019, те на континенталном првенству у великим базенима у Глазгову 2018. године. 